# Ancara consimilis
Ancara consimilis là một loài bướm đêm trong họ Noctuidae.